# Create (canal de televisão)
Create é um canal americano de televisão digital cuja programação é composta de programas especializados em how-to, faça-você-mesmo, e instrucionais orientados para o estilo de vida.

## História
O Create foi lançado em 2004 nos serviços digitais WGBH-TV DTV/Comcast Cable e WLIW DTV/Cablevision, estação irmã da WNET. Em 9 de janeiro de 2006 foi lançado nacionalmente.
Em 2009, a American Public Television buscou por uma companhia de televisão com rede nacional, enquanto sete estações encontraram companhias locais que pagavam suas tarifas de distribuição. Neste momento, dez estações estavam inserindo programação local.
Com a popularidade do canal, a APT começou a planejar uma programação mais original e exclusiva.

## Operações
A American Public Television, WGBH-TV e WNET operam a rede. A APT lida com relações afiliadas, distribuição, marketing e subscrição, e relações com produtores e telespectadores. Uma equipe conjunta cria a programação com todos trabalhando juntos no planejamento estratégico e de negócios. A WNET produz promoções e anúncios para a rede e fornece serviços de controle mestre.
É distribuído por meio de afiliações de subcanais digitais com estações de televisão pública que pertencem a APT Exchange, NETA e PBS Plus. As taxas de licenciamento das estações se enquadram em uma das cinco faixas de preço com base no orçamento, mercado e tamanho da estação. Em 2016 estava presente em 79% das casas com tevisão a cabo.

## Programação
A programação do canal está dividida em dois blocos de 12 horas, e afiliados locais podem inserir programação local de até duas horas por bloco. O canal conta com uma biblioteca de programas de instruções e estilo de vida. O custo de aquisição das séries é coberto pelos membros e assinaturas das estações.